# Кортландт-стріт (Мангеттен)
Кортландт-стріт (англ. Cortlandt Street) — вулиця в напрямку захід-схід у Файненшл-дистрикт Нижнього Мангеттена, Нью-Йорк. Проходить один квартал від Бродвею до Черч-стріт, а потім продовжує додатковий квартал як неавтомобільний Кортландт-Вей від Черч до Грінвіч-стріт. На своєму східному кінці вулиця продовжується як Мейден-Лейн.
Вулиця, яка була закладена бл. 1735 р., з часом змінювався за довжиною. На початку 20-го століття тут знаходився Радіо Роу, малий бізнес-район, що спеціалізувався на продажу та ремонті радіоприймачів. Усі блоки, крім одного, були зруйновані в середині 1960-х років для будівництва Всесвітнього торгового центру. Після знищення оригінального Всесвітнього торгового центру під час терактів 11 вересня, Кортландт Вей відкрилась в 2012 році як частина нового Всесвітнього торгового центру.

## Історія

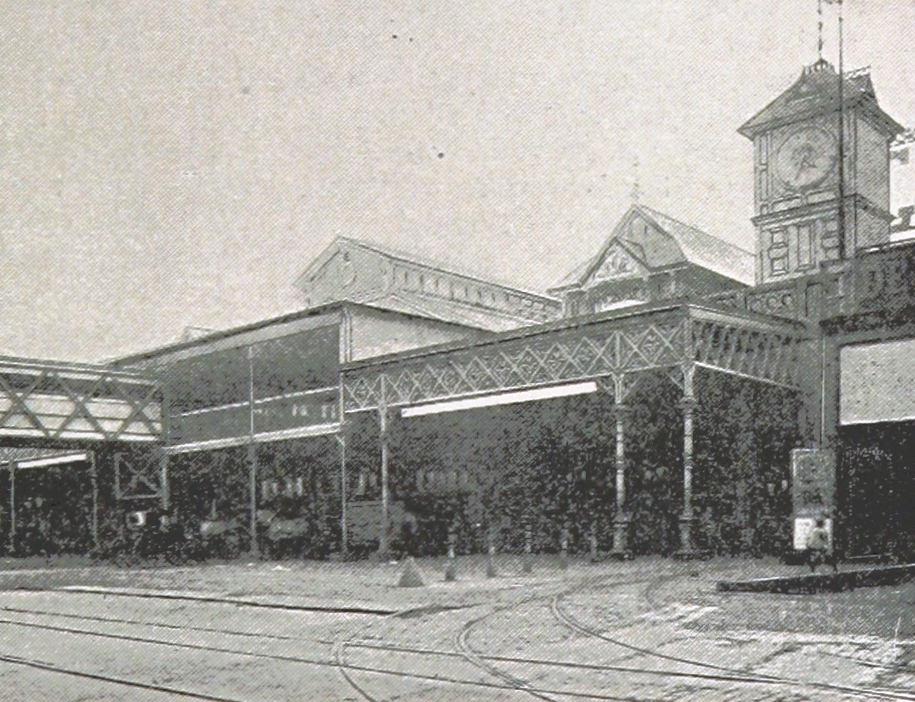
Поромне депо на Кортландт-стріт у 1893 році

Вулиця названа на честь Олоффа Ван Кортландта та його родини. Ван Кортландт, який прибув до Нового Амстердама в 1637 році, був багатим пивоваром і провідним громадянином колонії – також був бургомістром з 1655 по 1666 рік – і володів землею, на якій була прокладена вулиця. Його син Стефанус Ван Кортландт був мером Нью-Йорка з 1677 по 1678 рік, а потім знову з 1686 по 1688 рік. Також був першим уродженим мером міста. Брат Стефануса Якоб Ван Кортландт був мером з 1710 по 1711 та з 1719 по 1720 роки. Обидва служили під британським правлінням.